# Vitorazsko
Vitorazsko (německy Weitraer Gebiet) je území na pomezí jihočeského Novohradska a Třeboňska a dolnorakouského Waldviertelu. Od 31. července 1920 je rozděleno mezi tehdejší Československo a Rakousko. Původním centrem území bylo dnes dolnorakouské město Weitra, známé pod českým jménem Vitoraz, od něhož je odvozen název území. Dnešními centry území jsou na české straně České Velenice, na rakouské Gmünd.

## Historie

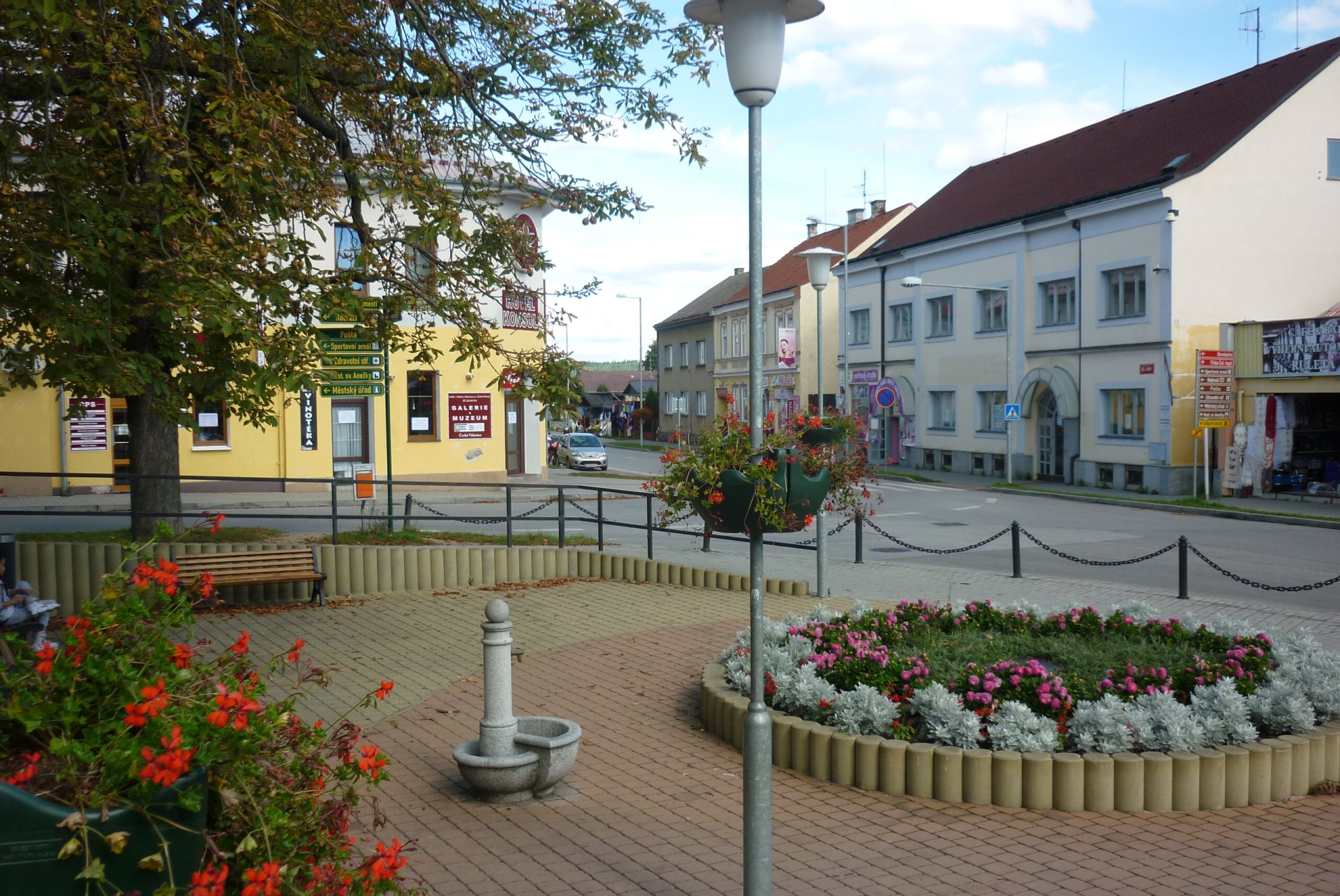
Centrum Českých Velenic

### Slovanské osídlení
Oblast Vitorazska byla osídlena mladší vlnou slovanských kolonistů, kteří ve 2. polovině 7. století a na počátku 8. století přicházeli z Podunají a jižní Moravy do Čech a také z českého vnitrozemí proti proudu Lužnice. Území Vitorazska původně tvořilo pohraniční oblast mezi Českým knížectvím a pozdějšími Dolními Rakousy, aniž by zde byla stanovena jakákoliv přesná státní hranice a žilo tu nepříliš početné slovanské obyvatelstvo; jinak se zde nacházely rozlehlé, těžko prostupné lesy, které tvořily jakousi česko-rakouskou zemskou hranici, vymezující zóny vlivu vládců obou sousedících státních útvarů. Správním střediskem oblasti bylo od 9. století hradiště Vitoraz (dnešní Altweitra), které bylo Vitorazskou stezkou spojeno s hradišti na Malši (Branišovice, od 10. století Doudleby). Dřívější historikové (František Palacký, Rudolf Turek) ztotožňovali na základě podobnosti jmen toto hradiště s odbojným hradem knížete Wistracha a jeho syna Slavitaha, kteří podle jedné z nejstarších písemných zpráv týkajících se území Čech ve Fuldských letopisech do roku 857 deset let vzdorovali snahám německého císaře o prosazení svrchovanosti. Tento tzv. vitorazský mýtus (lokalizace Wistrachova hradu do Vitorazi) je moderními historiky (Dušan Třeštík, Jiří Oesterreicher) odmítán.

### Středověká rakouská kolonizace

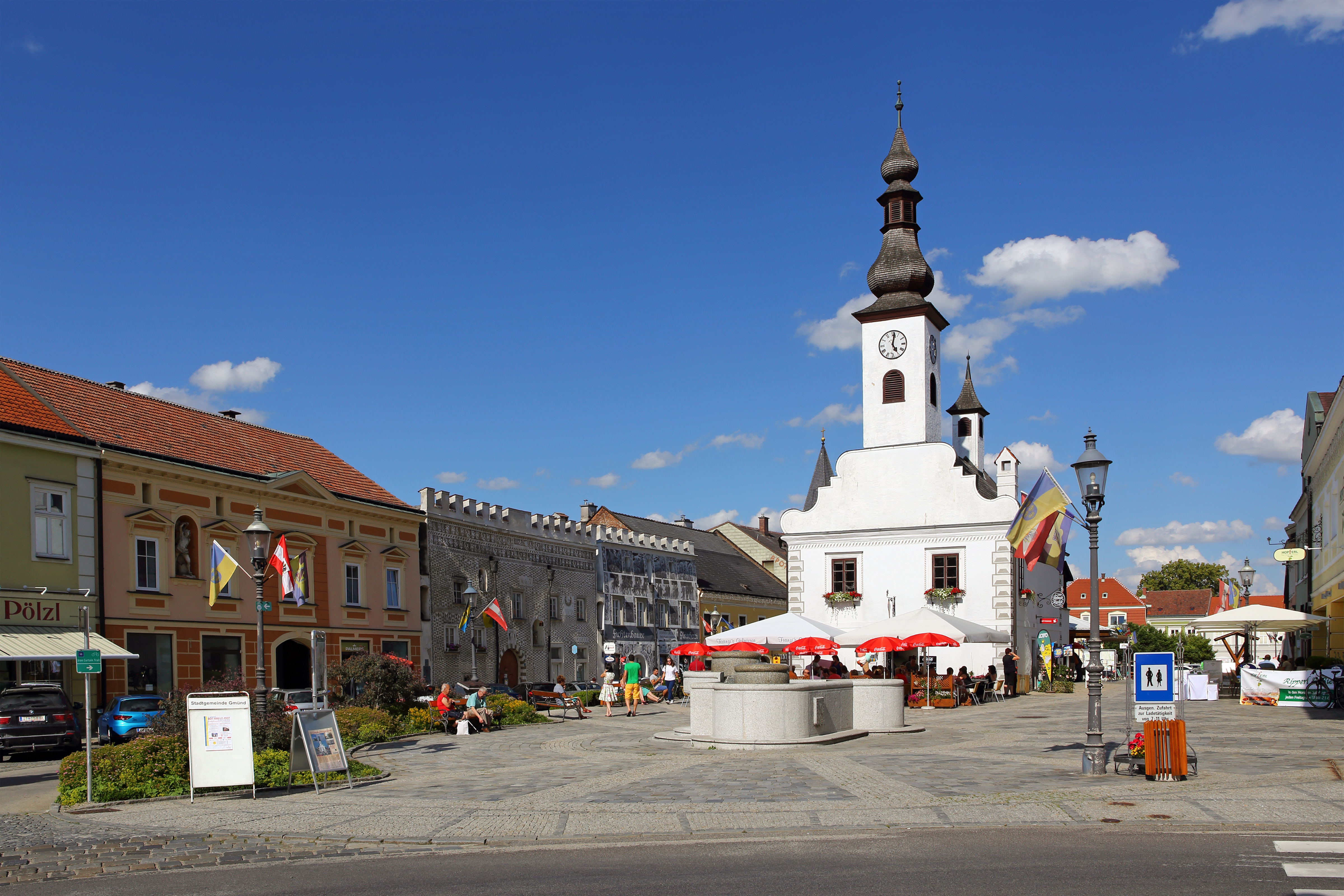
Hlavní náměstí v Gmündu

Postupně docházelo ke kolonizaci území a to především ze strany tehdejšího Rakouského vévodství. Jak postupovala kolonizace, začal se pohraniční les zmenšovat a spolu s tím se posouvala i samotná faktická hranice mezi oběma státy. Ve 12. století byla oblast kolonizována díky vlivu Kuenringů a cisterciáckého kláštera ve Zwettlu. Postupně začalo docházet ke sporům. K prvnímu sporu došlo ke konci 12. století, když se Vitorazsko stalo kolonizačním zájmem také pro Přemyslovce, z nichž Soběslav II. si na Vitorazsko činil nároky a pro jejich uplatnění poslal roku 1176 do Rakouska vojsko, načež rakouský vévoda ustoupil a přenechal oblast Čechům na milost. Následně roku 1179 určil císař Fridrich I. Barbarossa ve své latinsky psané listině hranici mezi Českým knížectvím a Rakouským vévodstvím, která celou spornou oblast rozdělila mezi oba státy linií, jež se do značné míry podobala hranici, stanovené v oblasti po první světové válce. Tehdy tvořila zemskou hranici mezi Čechy a Rakouskem řeka Lužnice. Levobřežní území včetně později zde vzniklých vsí Erdweis (Nová Ves nad Lužnicí), Böhmzeil (Česká Cejle), Wielands (Velenice), Beinhöfen (Dvory nad Lužnicí) patřilo na konci 12. století ještě k Čechám, a to maximálně do roku 1339, kdy je totiž doložena již nová česko-rakouská hranice více severněji u Hrdlořez a Suchdola nad Lužnicí. Pravobřeží včetně Krabonoše, Rapšachu, Tuště a později vzniklých Halámek a Kunšachu patřívalo naopak od samého počátku až do roku 1920 Rakousku. Zejména za vlády Přemysla Otakara II. dochází k úzké spolupráci Přemyslovců s rodem Kuenringů, kteří na straně tohoto českého krále stáli také v bitvě na Moravském poli roku 1278 a v důsledku výhry Habsburků je mírem z roku 1296 zbytek Vitorazska připojen k Dolním Rakousům, přičemž ještě roku 1334 byla hranice mezi Čechami a Dolními Rakousy stanovena detailněji. Ještě několikrát se příslušnost Vitorazska změnila ve prospěch Čech, ale vždy jen na krátkou dobu: za vlády Jana Lucemburského na necelých deset let a za Jiřího z Poděbrad na dobu šestnácti let.

### Rozdělení v roce 1920

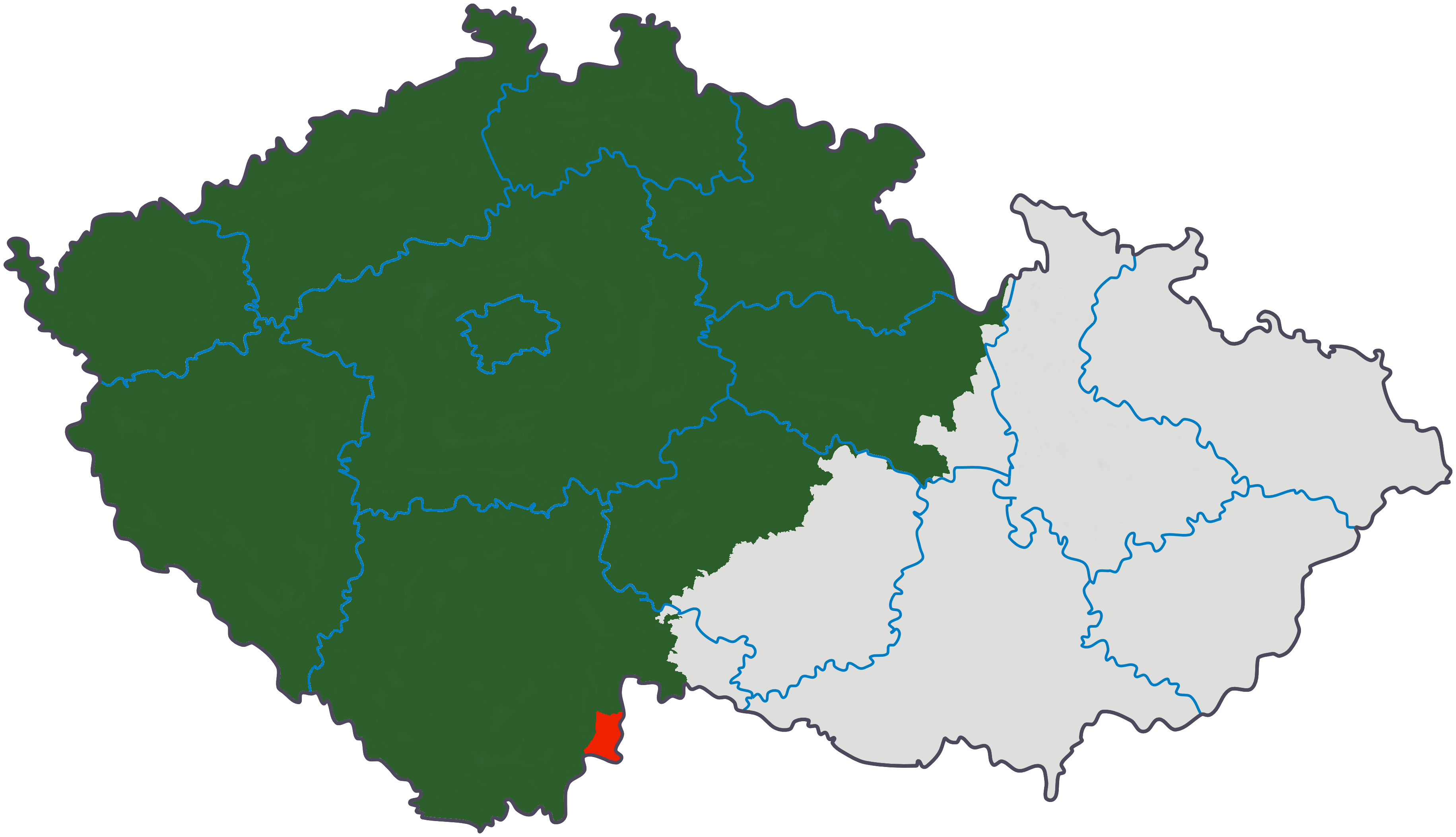
Západní Vitorazsko přičleněné k Čechám

Na území Vitorazska, vymezeného zhruba tehdejším dolnorakouským okresem Gmünd o výměře 966 km², žilo k roku 1900 přes 63 tisíc lidí. Z toho se k německé obcovací řeči hlásilo 59 161 a k české obcovací řeči 4 119 obyvatel. Část tohoto území, tzv. Západní Vitorazsko (dnes rovněž nazýváno Vitorazsko) o rozloze 113 km² získalo Československo od Rakouska 31. července 1920 na základě Saint-Germainské smlouvy podepsané již 10. září 1919. Zbylá rakouská část území se tudíž do určité míry shoduje s územím moderního, zmenšeného okresu Gmünd.